# 阎沛霖
阎沛霖（1911年—2003年），男，松江（今黑龙江）宁安人，中国教育家，中国计算机事业的创建者之一。
1931年就读于天津南开大学，在校期间参加了“一二·九”运动，1937年毕业后到国民党政府兵工署弹道研究所任技术员，仍继续积极从事对抗战有益的工作。
1932年加入中国共产党，后因失掉组织关系，1938年重新入党。
1941年以后，先后任延安自然科学院教员、班主任、物理系主任，张家口工业专门学校教育处处长，东北大学（佳木斯）自然科学院院长，西安煤矿公司经理，吉林工业专门学校校长，东北工业部教育处处长兼沈阳工学院院长。
1952年后，先后任政务院重工业部教育司司长，国家计委设计计划局副局长，国家建委党组成员、建委委员、重工业局局长。
1957年调入中科院，主持中国第一个计算机技术研究所筹建工作，后任首任所长，1977年调任国家科委一局负责人，后任局长。曾任第三届全国人大代表，第六届全国政协委员。